# Conner Prince
Conner Prince (Fort Worth, 28 de março de 2000) é um atirador esportivo estadunidense.

## Carreira
Conner Prince nasceu em Fort Worth, mas é de Burleson, Texas. Ele começou a atirar com seu time do ensino médio em 2014 antes de começar o skeet olímpico em 2017. Prince se formou na Centennial High School.
Nos Jogos Olímpicos de Verão de 2024, em Paris, conquistou a medalha de prata na competição do skeet masculino.